# Crotalaria patula
Crotalaria patula är en ärtväxtart som beskrevs av Roger Marcus Polhill. Crotalaria patula ingår i släktet sunnhampor, och familjen ärtväxter. Inga underarter finns listade i Catalogue of Life.